# Lost City Raiders
Pour les articles homonymes, voir Lost City et Raiders.
Pour plus de détails, voir Fiche technique et Distribution.
Lost City Raiders (titre québécois : « Le Secret du monde englouti ») est un téléfilm allemand réalisé par Jean de Segonzac, diffusé le 31 octobre 2008, puis aux États-Unis le 22 novembre 2008 sur Sci-Fi Channel.
En France, le film est sorti en direct-to-video le 21 décembre 2011 sous le titre « Le secret du monde englouti ».
Écrit par Jean de Segonzac, le téléfilm raconte l'histoire de John Kubiak (James Brolin), un archéologue qui a survécu à la montée de 15 mètres des eaux, devant retrouver le sceptre de Moïse avec l'aide de ses deux fils, Jack (Ian Somerhalder) et Thomas (Jamie King), avant que Nicholas Filiminov (Ben Cross) aidé de Giovanna (Bettina Zimmermann) ne le retrouve et déclenche une nouvelle montée des eaux.
Produit par Marlow De Mardt et Brigid Olen, le film a été tourné en anglais en Afrique du Sud.

## Synopsis
Année 2048, le réchauffement climatique a fait monter de quinze mètres le niveau de l’eau noyant une grande partie de la surface de la terre. Dans la ville du Nouveau-Vatican, le cardinal Battaglia est d'avis que l'inondation mondiale peut être retirée en utilisant le « sceptre de Moïse » utilisé pour séparer la mer Rouge au cours de l'exode.
Pour récupérer le sceptre et sauver la terre, le Cardinal Battaglia contacte son ami John Kubiak (James Brolin) et ses deux fils Jack (Ian Somerhalder) et Thomas (Jamie King) qui vivent de prospection sous-marine dans la mer de New York City à la recherche de divers trésors perdus sous les eaux.
Les Kubiak acceptent d’aider le cardinal Battaglia qui ne se doute pas que son adjoint, le père Giacopetti (Jeremy Crutchley), est un traître à la solde de Nicholas Filiminov (Ben Cross), un marchand de grandes terres qui veut récupérer le sceptre à ses propres fins. Avec le spectre, Filimonov pourra élever le niveau de l'eau pour couvrir le reste des terres, et ainsi obliger les survivants à vivre dans les villes flottantes que Filimonov a prévues. Avec la recette des loyers, il pourra alors acheter la terre engloutie pour une bouchée de pain et ensuite abaisser le niveau des eaux à nouveau.
Après la mort de John durant la recherche du sceptre, les frères Kubiak reçoivent l’aide d’une femme, Cara (Élodie Frenck), leur nouveau mécanicien.
Giovanna (Bettina Zimmermann) - l’ex copine de Jack, refusant de servir Filiminov, celui-ci la coule dans une tombe sous l’eau. Giovanna est sauvée par Jack Kubiak.
Malgré l'intervention de Giacopetti, qui voit en cette montée des eaux la punition divine des péchés de l'humanité ainsi que le prélude de la seconde venue de Dieu, l’équipe des Kubiak réussit à ouvrir une ancienne chambre qui déclenche la décrue des eaux et l'abaissement du niveau de la mer Méditerranée de dix mètres sans affecter le reste du monde.
Le film se termine avec l'équipe en train de dîner lorsque le Cardinal Battaglia les contacte pour leur demander d’aller dans les trente-et-une autres chambres figurant sur la carte et d'activer le système de décrue qui fera tomber l’eau dans le centre de la Terre, ramenant le niveau original des eaux du monde.

## Fiche technique
- Titre original Lost City Raiders
- Titre québécois : Le Secret du monde englouti
- Réalisation : Jean de Segonzac
- Scénario : Jean de Segonzac, d'après un concept et histoire de Torsten Dewi (de)
- Photographie : Giulio Biccari
- Musique : Gert Wilden junior (de)
- Direction artistique : Tom Hannam
- Décors : Tom Hannam
- Costumes : Dianna Cilliers (it)
- Montage : Hans Funck et Scott Powell
- Producteur : Marlow De Mardt et Brigid Olen
- Société de production : ProSieben, Sci Fi Channel[2] et Tandem Communications (de)
- Société de distribution :
  -  États-Unis : Sci Fi Channel[3]
  -  France : Canal+
- Genre : Aventure, Action, Science-fiction
- Format : Couleurs - 1.78 : 1 - 35 mm - son Dolby 5.1
- Pays d'origine :  Allemagne
- Langue : Anglais
- Budget : 6 millions $US[4]
- Durée : 90 minutes
- Année de production : avril 2008 (tournage) - 2008 (post-production et finalisation)
- Dates de diffusion :
  -  Allemagne : 31 octobre 2008 (DVD première)
  -  États-Unis : 22 novembre 2008 (télévision)
  -  Belgique : 21 décembre 2011
  -  France : 21 décembre 2011 (DVD)

## Distribution
- James Brolin (VF : Pierre Dourlens) : John Kubiak, l'archéologue
- Ian Somerhalder (VF : Sébastien Desjours) : Jack Kubiak, fils ainé de John
- Jamie King (VF : Alexandre Gillet) : Thomas Kubiak, fils cadet de John
- Bettina Zimmermann (VF : Marjorie Frantz) : Giovanna Becker, la copine de Jack
- Élodie Frenck : Cara, la serveuse
- Michael Mendl : Cardinal Battaglia, un responsable du Vatican
- Jeremy Crutchley (de) (VF : Olivier Chauvel) : père Giacopetti, à la solde de Filimonov
- Ben Cross (VF : Philippe Dumond) : Nicholas Filiminov, veut faire monter le niveau de l’eau

## Critique et réception
La review aggregator Rotten Tomatoes rapporte 448 critiques donnant un avis négatif : la note moyenne est de 2,2/5.
David Hinckley dans le New York Daily News a trouvé la production exceptionnellement faible et le film prévisible. « Malheureusement, l'action s'avère être assez prévisible. Pas aussi prévisible que le jeu de Brolin, mais prévisible néanmoins. Ce qui peut peut-être expliquer pourquoi les cinéastes insérèrent non pas une, mais deux intrigues avec une romance secondaire impliquant des femmes fougueuses ». Linda Stasi du New York Post l'a trouvé mauvais et de ringard. The Tampa Tribune (en) l'a qualifié de "Waterworld sans le budget" et de "film affreux".
La chaîne de télévision commerciale allemande ProSieben, le réseau de télévision par câble américain SyFy et la société de production autrichienne Tandem Communications ont produit le film.
Le film a été annoncé en mars 2008. Tandem Communications choisi intentionnellement une distribution internationale, faisant partie de la stratégie d'entreprise réussissant à faire des films facilement négociables dans le monde entier. Dans les semaines suivant l'annonce de la production, le film avait déjà été vendu à l'avance en Allemagne, France et Espagne.
Les prises de vue principales devaient commencer à l'été 2006, mais n'ont débuté qu'en avril 2008. Le film de 90 minutes était destiné à être en deux parties.
Sci Fi Channel a espéré que le film conduirait à une série.